# Kiełczygłów
Kiełczygłów – wieś w Polsce położona w województwie łódzkim, w powiecie pajęczańskim, w gminie Kiełczygłów.
Wieś królewska w starostwie wieluńskim w powiecie radomszczańskim województwa sieradzkiego w końcu XVI wieku. W latach 1954–1972 wieś należała i była siedzibą władz gromady Kiełczygłów. W latach 1975–1998 miejscowość administracyjnie należała do województwa sieradzkiego.
Miejscowość nad rzeką Nieciecz, lewym dopływem Widawki. Przez teren gminy przebiegała magistrala kolejowa Śląsk – Porty ze stacją węzłową Chorzew-Siemkowice.

## Historia
Najstarsza metryka Kiełczygłowa pochodzi z roku 1446 i świadczy o królewskim tytule wsi.
Po powstaniu listopadowym w 1831 roku Kiełczygłów jako wydzielony majorat trafił do hrabiego Nesselrode, ojca popularnej w kręgach artystycznych Marii Kalergis zwanej Białą Damą, uczennicy Fryderyka Chopina, przyjaciółki Cypriana Kamila Norwida.
Przez Ziemię Kiełczygłowską przechodziły zmagania powstania styczniowego z 27 marca 1863 roku, znane jako bitwa pod Radoszewicami i Kiełczygłowem.
16 września 1942 roku Niemcy dokonali w Kiełczygłowie publicznej egzekucji 10 Polaków przywiezionych z Rozszerzonego Więzienia Policyjnego w Radogoszczu pod Łodzią: Czesława Godzińskiego, Piotra Kuleby, Józefa Łukaszczyka, Franciszka Papiórkowskiego, Antoniego Sałacińskiego, Hieronima Sobali, Adama Stefańskiego, Antoniego Tomczaka, Adama Witkowskiego oraz Pawła Zuberta. Więźniowie zostali zamordowani w odwecie za śmierć niemieckiego gospodarza. Wydarzenie to upamiętnia pomnik ku czci straconych.

## Zabytki
- dworek w Kiełczygłowie z XVIII wieku z architekturą piwnic o sklepieniach kolebkowych z XVI wieku
- kapliczka w Osinie Małej z XVIII wieku
- kościół pw. Św. Antoniego z Padwy z zestawem polichromii w prezbiterium zbudowany według projektu Stanisława Pospieszalskiego w latach 1948–1957 dzięki staraniom ks. Józefa Jansona represjonowanego i więzionego we Wronkach przez aparat bezpieczeństwa PRL w latach 1949–1953

## Kultura
- od 1984 roku działa Orkiestra Dęta przy OSP w Kiełczygłowie,
- kapela „Kiełczygłowianie” działa od 1986 r. przy Gminnym Ośrodku Kultury w Kiełczygłowie,
- od roku 1963 działa Koło Gospodyń Wiejskich w Obrowie, które promuje „Zupę Chrzanową” wpisaną na listę Produktów Tradycyjnych Województwa Łódzkiego w kategorii gotowe dania i potrawy,
- stowarzyszenia:
  - Stowarzyszenie rozwoju społeczno-gospodarczego Gminy Kiełczygłów „Szansa”
  - Stowarzyszenie rozwoju wsi Glina Duża i Glina Mała „Lepsza Przyszłość”
  - Stowarzyszenie rozwoju wsi Kiełczygłówek - Kuszyna „Zacisze K2”

Specjalizacją tutejszych rolników jest uprawa chrzanu, mająca początek w latach 20. XX wieku w majątku Oskara Paszke, który był właścicielem ziemskim we wsi Beresie Małe. W 1926 r. Oskar Paszke sprowadził jako pierwszy chrzan z Niemiec. Po II wojnie światowej chrzan trafił do uprawy przez okolicznych rolników.
Od 1983 r. w Kiełczygłowie istnieje piłkarski klub LKS Kiełczygłów.
Gmina Kiełczygłów posiada walory turystyczno-wypoczynkowe. Ze względu na duże obszary leśne można tu uprawiać turystykę pieszą, rowerową oraz konną, gdyż teren gminy jest włączony w obszar Łódzkiego Szlaku Konnego.